# Putaansaari (ö i Norra Karelen, Pielisen Karjala)
Putaansaari är en ö i Finland. Den ligger i vattendraget Naarajoki-Mukajoki och i kommunerna Lieksa och Lieksa i den ekonomiska regionen  Pielinen-Karelen  och landskapet Norra Karelen, i den östra delen av landet, 400 km nordost om huvudstaden Helsingfors. Öns area är 2,3 hektar och dess största längd är 450 meter i öst-västlig riktning.